# Stenkullen (Tun)

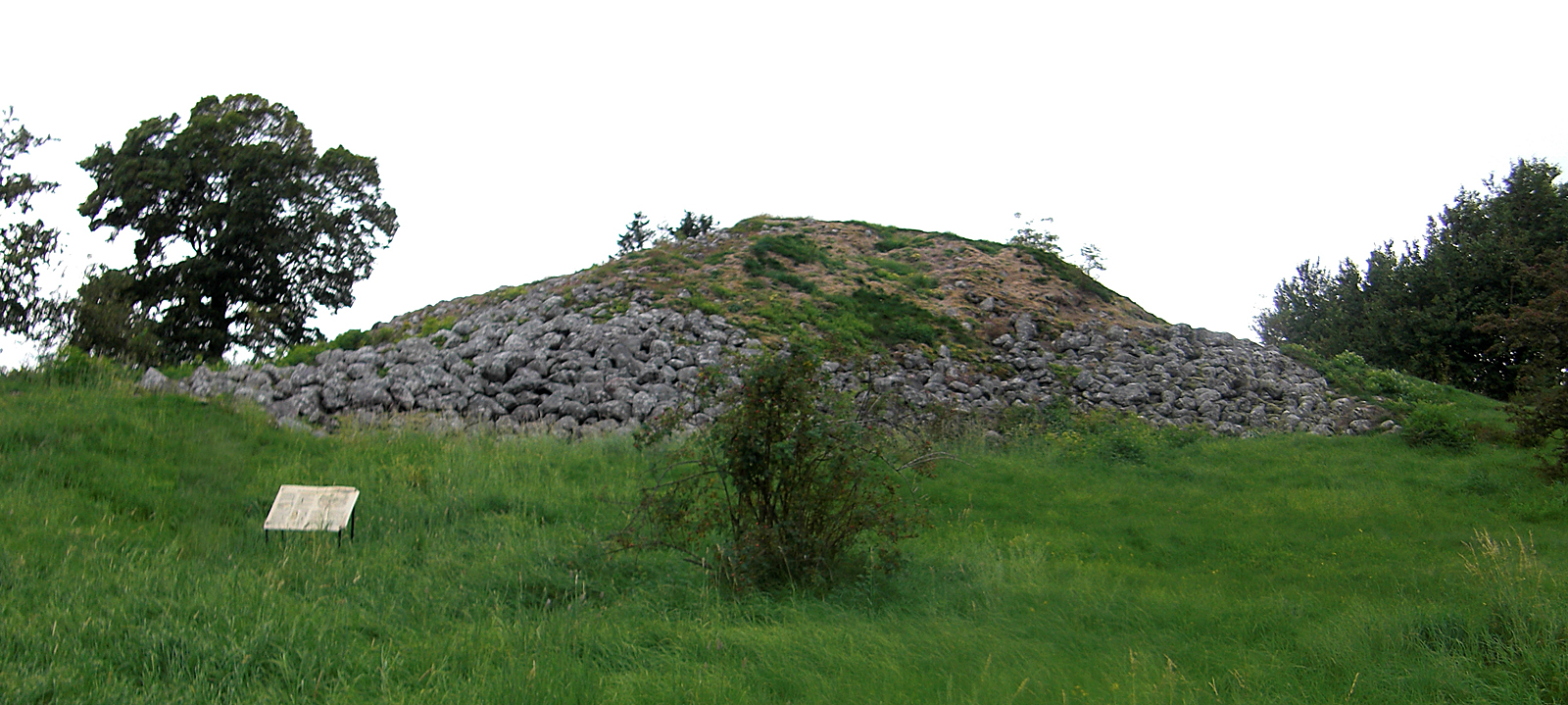
Stenkullen in Tun

Die 4000 Jahre alte Röse Stenkullen in Tun in der Gemeinde Lidköping in Västergötland in Schweden stammt aus der Bronzezeit. Sie hat einen Durchmesser von etwa 60,0 m und ist mit 7,0 m Höhe eine der größten Rösen des Landes.
Südlich der Röse liegt ein Gräberfeld aus der jüngeren Eisenzeit (500–650 n. Chr.). Einige Meter nördlich der Röse liegt die Quelle „Kus-“ oder „Korskällan“, eine sogenannte Opferquelle. Nordwestlich der Röse liegen die Reste des alten Siedlungsplatzes von Tun, das von der frühen Eisenzeit bis 1806 bewohnt war, als das Dorf verlegt wurde. 
Von der Röse aus hat man eine gute Aussicht auf den Flugplatz Lidköping-Såtenäs, dessen namensgebendes Dorf „Sathonaes“ aus sechs Höfen 1392 in einer Urkunde des Ritters Jon Dansson erstmals erwähnt wurde.
In der Nähe liegt der Skalunda hög.